# Zbigniew Bogucki (polityk)
Zbigniew Bogucki (ur. 26 stycznia 1980 w Górze) – polski polityk i prawnik, adwokat, prokurator, wojewoda zachodniopomorski (2020–2023), poseł na Sejm X kadencji (2023–2025), szef Kancelarii Prezydenta RP (od 2025).

## Życiorys
Ukończył studia na Wydziale Prawa i Administracji Uniwersytetu Szczecińskiego. Ukończył aplikację prokuratorską i w latach 2009–2012 wykonywał zawód prokuratora. Pracował także w zachodniopomorskim oddziale Narodowego Funduszu Zdrowia. W 2012 uzyskał wpis na listę adwokatów, rozpoczął prowadzenie własnej kancelarii adwokackiej. Zasiadał w zarządzie Szczecińskiego Stowarzyszenia Dialogu o Prawie. Objął stanowisko przewodniczącego rady nadzorczej Polskiej Wytwórni Papierów Wartościowych.
Zaangażował się w działalność polityczną w ramach Prawa i Sprawiedliwości. W 2014 bez powodzenia kandydował do rady miejskiej Szczecina, a w 2015 i 2019 – do Sejmu. W 2018 wybrano go radnym sejmiku zachodniopomorskiego. 30 listopada 2020 został powołany na stanowisko wojewody zachodniopomorskiego, zastąpił Tomasza Hinca.
W wyborach w 2023 uzyskał mandat posła X kadencji, otrzymując w okręgu szczecińskim 26 375 głosów. W konsekwencji 2 listopada tego samego roku przestał pełnić funkcję wojewody. W latach 2023–2024 był członkiem komisji śledczej ds. afery wizowej. Zasiadł też w Komisji Administracji i Spraw Wewnętrznych oraz Komisji Sprawiedliwości i Praw Człowieka. W lutym 2024 został ogłoszony kandydatem Prawa i Sprawiedliwości na prezydenta Szczecina w wyborach samorządowych w tym samym roku. W wyborach tych (zakończonych w pierwszej turze reelekcją Piotra Krzystka) uzyskał blisko 27% głosów (zajmując drugie miejsce wśród 4 kandydatów). W październiku tego samego roku wszedł w skład komitetu wykonawczego PiS.
W lipcu 2025 wybrany na urząd prezydenta RP Karol Nawrocki zapowiedział powołanie Zbigniewa Boguckiego na stanowisko szefa Kancelarii Prezydenta Rzeczypospolitej Polskiej. Polityk otrzymał nominację na tę funkcję 7 sierpnia tego samego roku, w konsekwencji wygasł jego mandat poselski.

## Wyniki w wyborach ogólnopolskich
| Wybory | Komitet wyborczy | Komitet wyborczy       | Organ              | Okręg | Wynik        |
| ------ | ---------------- | ---------------------- | ------------------ | ----- | ------------ |
| 2015   |                  | Prawo i Sprawiedliwość | Sejm VIII kadencji | nr 41 | 1619 (0,43%) |
| 2019   | Sejm IX kadencji | Prawo i Sprawiedliwość | 3659 (0,78%)       | nr 41 |              |
| 2023   | Sejm X kadencji  | Prawo i Sprawiedliwość | 26 375 (4,76%)     | nr 41 |              |

## Życie prywatne
Syn Kazimierza i Marii. Żonaty z Julitą, ma troje dzieci.